# Artystone bolivianensis
Artystone bolivianensis is een pissebed uit de familie Cymothoidae. De wetenschappelijke naam van de soort is voor het eerst geldig gepubliceerd in 1999 door Thatcher & Schindler.